# Nemorhaedus caudatus
Goral à longue queue
Espèce
Synonymes
- Naemorhedus caudatus
- Naemorhedus crispa
- Naemorhedus raddeanus

Statut de conservation UICN

 VU A2cd : Vulnérable
Statut CITES
Le Goral à longue queue (Nemorhaedus caudatus) est un mammifère de la famille des Bovidés, et de la sous-famille des Caprinés, vivant dans les montagnes du nord-est de l'Asie, en Russie, Chine et Corée.

## Description
Une population de goral à longue queue vit dans la Zone coréenne démilitarisée. L'espèce est considérée en danger en Corée du Sud, avec une population estimée à moins de 250 individus. Elle a été désignée monument naturel en Corée du Sud (no 217) et du Nord (no 293). Il en reste également dans les montagnes au-dessus de Tanchon mais la population la plus importante se trouve en Russie avec environ 600 individus.
L'espèce vit dans les pentes rocheuses et dans les forêts environnantes, entre 500 et 2 000 m. Elle se nourrit d'éléments végétaux variés : herbes, pousses, feuilles d'arbustes, noix ou même de quelques fruits. Les groupes, typiquement de 4 à 12 individus, occupent des territoires de 40 hectares en moyenne, alors que les mâles marquent des territoires de 22 à 25 hectares à l'époque du rut.
Ils sont diurnes et actifs principalement le matin et le soir.
Les deux sexes atteignent leur maturité sexuelle vers 3 ans. Le rut se produit au début de l'hiver. La gestation dure 250-260 jours (Myslenkov and Voloshina, 1989). Une femelle donne la vie en général à un petit par an.
On ne distingue plus de sous-espèce depuis que Naemorhedus caudatus evansi et Naemorhedus caudatus griseus ont été affectés à l'espèce Nemorhaedus griseus.